# Alice Reis
Alice Reis RGS (* 17. September 1903 in Berlin; † 30. September 1942 im KZ Auschwitz) war eine deutsche römisch-katholische Ordensschwester, Märtyrerin und Opfer des Holocaust.

## Leben
Alice Reis wuchs als Tochter eines jüdischen Kaufmanns in Berlin auf. Sie war in den 1920er Jahren Lernschwester in einer Klinik in Erfurt, wechselte als Krankenpflegeschülerin nach Mannheim (bis Oktober 1928) und war dann drei Jahre Mitarbeiterin des Vertrauensarztes der Ortskrankenkasse Darmstadt. In dieser Zeit konvertierte sie (im Kontakt zu Edith Stein, in deren Korrespondenz sie erwähnt wird) zum katholischen Glauben und ließ sich am 27. Dezember 1930 taufen.
Am 12. Januar 1934 trat sie in Leiderdorp (Niederlande) bei den Schwestern vom Guten Hirten ein und erhielt den Ordensnamen Benedicta, den seit 1933 auch Edith Stein trug. Da sie sich als für die erzieherische Tätigkeit des Ordens ungeeignet zeigte, wegen der Judenverfolgung in Deutschland der Weg zurück aber versperrt war, ging sie als Laienhilfe in das Ordenshaus in Bloemendaal, von wo sie im November 1940 von den deutschen Besatzern nach Almelo vertrieben wurde. Im Frühjahr 1941 scheiterte der Eintrittsversuch bei den niederländischen Karmelitinnen. Am 2. August 1942 wurde sie in Almelo verhaftet, kam in das Durchgangslager Westerbork, wo sie auf Edith Stein traf, und wurde von dort in das KZ Auschwitz transportiert. Das Sterbedatum ist nicht sicher bekannt. Es schwankt zwischen dem 9. August und dem 30. September 1942.
Auch ihre Mutter, Franziska Reis (* 1878 in Bamberg), wurde am 28. März 1942 von Berlin-Lankwitz aus deportiert und kam zu einem unbekannten Zeitpunkt um. Für die Mutter wurde 2018 in der Mozartstr. 22 in Lankwitz ein Stolperstein verlegt. Der Vater, Martin Reis, war bereits 1924 verstorben.

## Gedenken
Die Römisch-katholische Kirche in Deutschland hat Alice Reis als Märtyrerin aus der Zeit des Nationalsozialismus in das deutsche Martyrologium des 20. Jahrhunderts aufgenommen.